# غودفريد كاريكاري
غودفريد كاريكاري (بالإنجليزية: Godfred Karikari)‏ (11 مارس 1985 بكوماسي في غانا - ) هو لاعب كرة قدم غاني في مركز الهجوم. شارك مع منتخب هونغ كونغ لكرة القدم. أما مع النوادي، فقد لعب مع نادي هينان جيانيي ونادي شنجن وHappy Valley AA ‏ وهونغ كونغ بيغاسوس ‏ وهونغ كونغ رينجرز ونادي تشينغداو وFukien AC ‏ وBeijing Sport University F.C. ‏.

## وصلات خارجية
- غودفريد كاريكاري على موقع قاعدة بيانات كرة القدم.إي يو (الإنجليزية)
- غودفريد كاريكاري على موقع ناشيونال فوتبول تيمز (الإنجليزية)
- غودفريد كاريكاري على موقع Soccerway.com (الإنجليزية)